# Edmund Clifton Stoner
Edmund Clifton Stoner (Esher, 2 ottobre 1899 – Leeds, 27 dicembre 1968) è stato un fisico britannico, noto principalmente per il suo lavoro sull'origine e sulla natura del magnetismo.

## Biografia
Stoner iniziò a frequentare l'Università di Cambridge ne 1918, ottenendo la laurea nel 1921. Ottenuto il titolo iniziò a lavorare presso il Cavendish Laboratory sull'assorbimento dei raggi X da parte della materia e sui livelli energetici degli elettroni; una sua pubblicazione del 1924 anticipò quello che tempo dopo sarà noto come principio di esclusione di Pauli. Nello stesso anno Stoner fu nominato lecturer all'Università di Leeds, dove divenne professore di fisica teorica nel 1939. Stoner si occupò per un certo periodo di tempo anche di astrofisica; uno dei suoi campi di ricerca fu, nel 1930, la misurazione di una massa limite per le nane bianche.
La maggior parte della sua ricerca, tuttavia, riguardò, a partire dal 1938, il magnetismo per il quale arrivò a sviluppare la teoria collettiva degli elettroni nel ferromagnetismo. 
Stoner si ritirò dalla ricerca nel 1963. Per i suoi contributi gli fu dedicato l'E. C. Stoner building dell'Università di Leeds.
Stoner era affetto da diabete.

## Il modello di Stoner sul ferromagnetismo
Le bande elettroniche possono spontaneamente interconvertirsi tra uno spin up ed uno spin down.  Questo accade se il guadagno relativo nelle interazioni di scambio (le interazioni tra gli elettroni tramite il principio di esclusione di Pauli) è molto più grande rispetto alla perdita di energia cinetica.
{\displaystyle \varepsilon _{\uparrow }(k)=\varepsilon _{0}(k)-I{\frac {n_{\uparrow }}{n}}}
{\displaystyle \varepsilon _{\downarrow }(k)=\varepsilon _{0}(k)-I{\frac {n_{\downarrow }}{n}}}
dove {\displaystyle \varepsilon _{0}(k)} è l'energia del metallo prina che si includano gli effetti di scambio, {\displaystyle \varepsilon _{\uparrow }} e {\displaystyle \varepsilon _{\downarrow }} sono le energie degli spin delle bande di elettroni. Il parametro di Stoner che misura la forza delle correlazioni di scambio è noto come {\displaystyle I}, il numero degli elettroni è {\displaystyle n=n_{\uparrow }+n_{\downarrow }}; infine, {\displaystyle k} è il numero d'onda. Se più elettroni favoriscono uno di questi stati si viene ad originare il magnetismo. Gli elettroni obbediscono alla statistica di Fermi-Dirac; pertanto, se le formule viste prima vengono sommate è possibile ricavare un criterio per il ferromagnetismo come:
{\displaystyle {\tilde {D}}(\varepsilon _{f})I>1,}
dove {\displaystyle {\tilde {D}}(\varepsilon _{f})} è la densità degli stati all'energia di Fermi.

## Pubblicazioni
- The distribution of electrons among atomic levels, Philosophical Magazine (6th series) 48 (1924), pp. 719–736.
- The limiting density of white dwarf stars, Philosophical Magazine (7th series) 7 (1929), pp. 63–70.
- The equilibrium of dense stars, Philosophical Magazine (7th series) 9 (1930), pp. 944–963.
- Magnetism and atomic structure, London: Methuen, 1926.
- Magnetism and matter, London: Methuen, 1934.
- Collective electron ferromagnetism, Proceedings of the Royal Society of London, series A, 165 (1938), pp. 372–414.
- Collective electron ferromagnetism II.  Energy and specific heat, Proceedings of the Royal Society of London, series A, 169 (1939), pp. 339–371.
- Collective electron ferromagnetism in metals and alloys, Journal de physique et le radium (8th series) 12 (1951), pp. 372–388.